# Tennis for Two

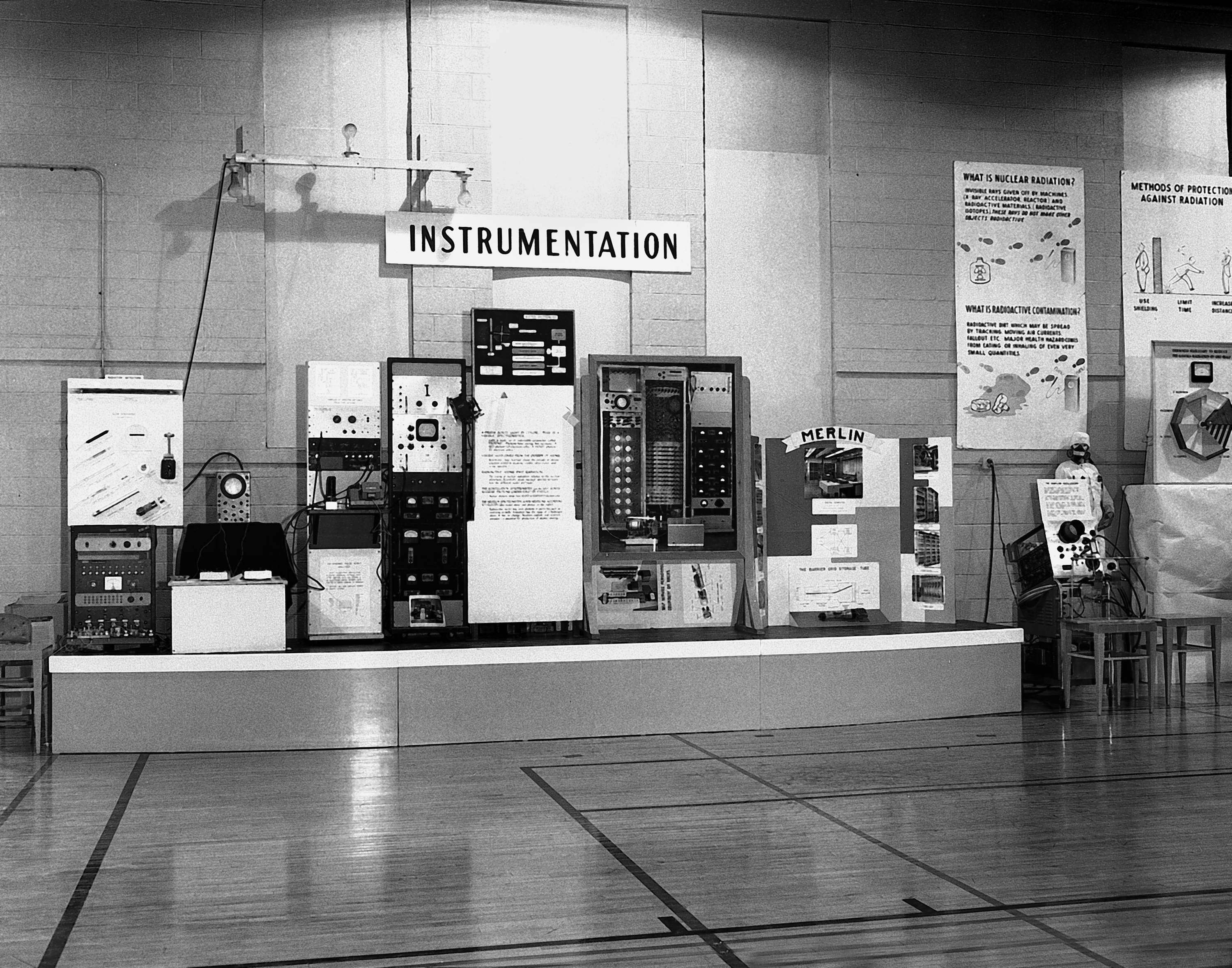
Tennis for Two am Brookhaven National Laboratory (zweites Gerät von links), 1958

Tennis for Two ist ein Spiel, das 1958 vom amerikanischen Physiker William Higinbotham am Brookhaven National Laboratory entwickelt und konstruiert wurde. Es kann als das erste Videospiel angesehen werden. Die Hardware bestand aus einem Analogcomputer und einem fünf Zoll (12,5 cm) kleinen Oszilloskop. Die Gesamtanlage bestand aus mehreren Teilen und war etwa fünf Meter breit. Als Eingabe dienten zwei kleine Kästen, mit einem Knopf zum Schlagen des Balles und einem Knauf zum Einstellen des Abprall-Winkels.
Die Ansicht bei Tennis for Two zeigt eine seitliche Darstellung des Tennisplatzes; der Ball wird von der Gravitation beeinflusst, und er muss über ein Netz gespielt werden.
Das Spiel ist Vorgänger des populären Pong.
Vorgeführt wurde das Spiel am Tag der offenen Tür des Kernforschungszentrums in dessen Sporthalle.

## Replika
2011 wurde Tennis for Two als T42 für das Museum of Electronic Games & Art (MEGA) als diskret aufgebaute Schaltung neu entwickelt.
2012 entstand eine Tennis-for-Two-Installation auf einem Telefunken RA 742 Analogcomputer zur Präsentation auf einer medienwissenschaftlichen Analogcomputer-Tagung an der Humboldt-Universität zu Berlin.